# All About Jazz
All About Jazz is een website die in 1995 is opgericht door Michael Ricci. Een vrijwillige staf publiceert nieuws, albumrecensies, artikelen, video's en lijsten met concerten en andere evenementen die met jazz te maken hebben. Ricci onderhoudt de gerelateerde site Jazz Near You over lokale concerten en evenementen.

## Geschiedenis
De Jazz Journalists Association stemt over All About Jazz Beste website, die jazz dekt voor dertien opeenvolgende jaren tussen 2003 en 2015, toen de categorie werd teruggetrokken. In 2015 zei Ricci dat de site in 2007 een piek kreeg van 1,3 miljoen lezers per maand. Een andere bron zei dat de site meer dan 500.000 lezers over de hele wereld heeft.
Ricci is geboren in Philadelphia (Pennsylvania). Hij hoorde klassieke muziek en jazz uit de muziekcollectie van zijn vader. Hij speelde trompet en ging naar zijn eerste jazzconcert op 8-jarige leeftijd. Met een achtergrond in computerprogrammering combineerde hij zijn interesse in jazz en het internet door in 1995 de website All About Jazz te maken.
De website publiceert recensies, interviews en artikelen met betrekking tot jazz in de Verenigde Staten en over de hele wereld, waaronder informatie over festivals, concerten en andere evenementen.
In 2016 kreeg Ricci de Jazz Bridge Ambassadeursprijs voor zijn bijdragen aan de jazz in Philadelphia.